# Parlamentsvalet i Indien 2019
Parlamentsvalet i Indien 2019 ägde rum på sju dagar under en sex veckors period från 11 april till 19 maj, där 543 ledamöter valdes till parlamentets underhus Lok Sabha. 
Valet var vid tidpunkten det längsta, största och sannolikt kostsammaste valet i mänsklighetens historia. Då alla ska ha max två kilometer till en vallokal fanns omkring en miljon vallokaler. Rösterna lämnades elektroniskt via den batteridrivna valmaskinen Electronic Voting Machine.
Av landets omkring 1,3 miljarder invånare var cirka 900 miljoner röstberättigade.
Valet stod mellan den sittande premiärministern Bharatiya Janata Partys Narendra Modi och huvudutmanaren Rahul Gandhi, som leder Kongresspartiet.
Enligt den indiska konstitutionen är den angloindiska minoriteten berättigad till representation i Lok Sabha, som är en av landets två kammare i dess tvåkammarsystem. För angloindiernas räkning utser Indiens president efter varje val till Lok Sabha två parlamentariker.